# 플라이나스
플라이나스(영어: Flynas, 아랍어: طيران ناس)는 내셔널 에어 서비스의 자회사이자 사우디아라비아의 저비용 항공사로 2007년에 설립한 항공사로 킹 칼리드 국제공항과 킹 압둘아지즈 국제공항을 허브 공항을 사용한다.

## 역사
나스 에어는 사우디아라비아의 최초의 저비용 항공사로 2006년에 설립되었다. 2007년 2월 25일에 처음으로 취항했으며 이후 매우 빠르게 성장하고 있다. 2013년에 현재의 사명으로 변경했다. 플라이나스는 30개 도시와 450편을 운항하고 있다. 또한 아랍권 항공사 중에서 가장 빠르게 성장을 보이고 있다.

## 보유 기종
- 2021년 1월 기준으로 플라이나스는 다음과 같이 보유하고 있다.

### 퇴역 기종
- 에어버스 A310-300
- 에어버스 A319-100
- 에어버스 A330-200
- 보잉 737-500
- 보잉 757-200
- 보잉 747-400
- 보잉 767-300ER
- 엠브라에르 190LR
- 엠브라에르 195AR